# 타카다 준지

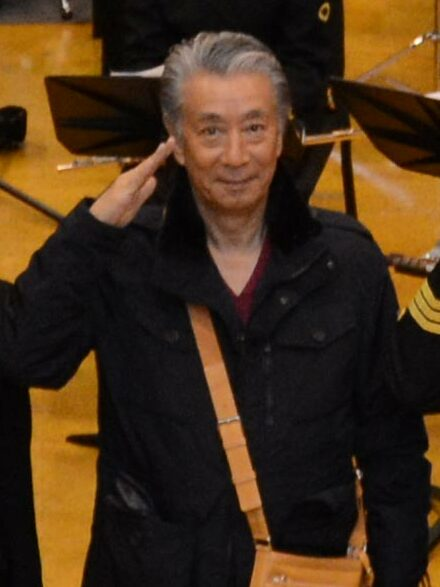

타카다 준지(일본어: 高田 純次 たかだ じゅんじ[*], 1947년 1월 21일 ~ )는 일본의 코미디언, 배우이다. 도쿄도 조후시 출신이다.

## 필모그래피
- 사고물건 무서운 방
- 피아노의 숲
- 키사라즈 캐츠아이 월드 시리즈
- 플라잉☆래빗츠
- 파빌리온 살라만더